# Tendència autodestructiva

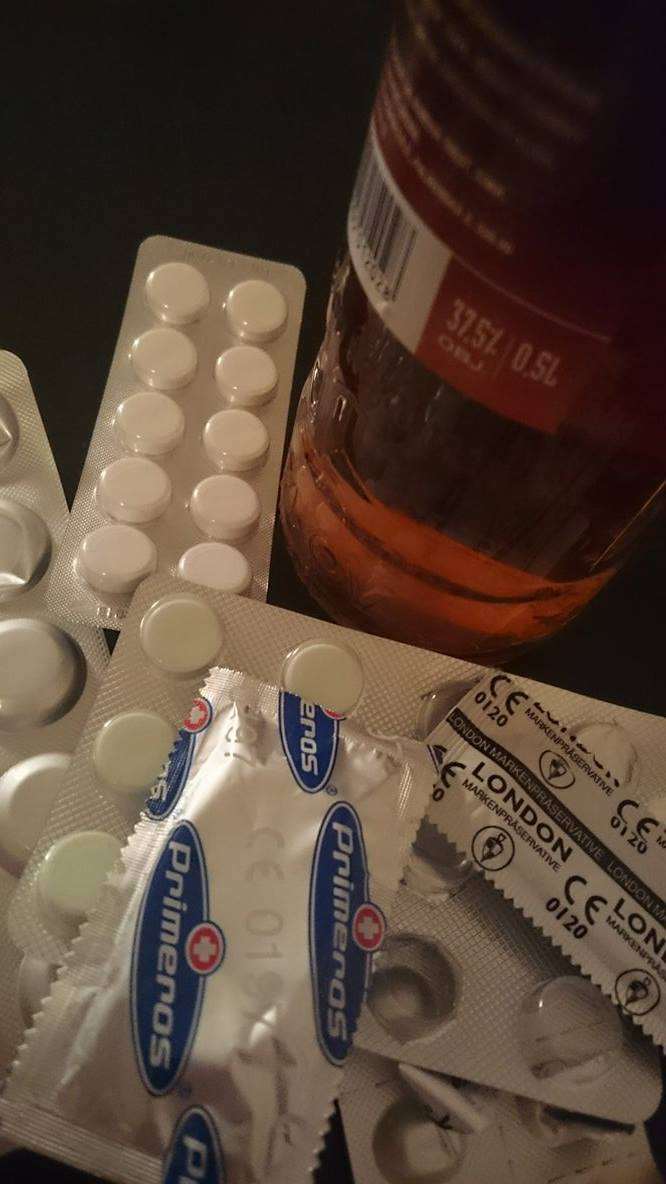
existeixen moltes formes de autodañarse

L'anomenada tendència autodestructiva de l'ésser humà és un concepte sorgit en els camps de la psicologia i la sociologia. Es refereix a totes aquelles conductes que, de manera directa o indirecta, tenen com a objectiu l'autodestrucció de l'individu o del col·lectiu.
La tendència autodestructiva fa referència a comportaments encaminats a causar dany a un mateix. Aquest dany pot ser immediat, com en el cas de les conductes autodestructives directes (CAD), que inclouen accions com cops, ferides intencionades, cremades o talls, arribant fins al suïcidi. També pot manifestar-se de manera acumulativa, amb efectes negatius que es fan evidents amb el temps. Aquestes conductes, conegudes com autodestructives indirectes (CAI), inclouen pràctiques com mantenir relacions sexuals sense protecció, esports extrems, consum de drogues, ludopatia o alteracions en els hàbits alimentaris, entre d'altres.
Tot i així, la repetició constant d'aquests comportaments pot convertir-se en un factor de risc que contribueixi a l'autodestrucció de la persona. Diversos professionals amplien aquest concepte per incloure-hi conductes perjudicials per a l'ésser humà, com les addiccions, i subratllen la necessitat d'un estudi profund per entendre'l plenament.
Com passa amb el suïcidi, la tendència autodestructiva té arrels en factors socials, tal com es destaca a l'obra El suïcidi de Durkheim.